# PEC in het seizoen 1936/37
Het seizoen 1936/1937 was het 27e jaar in het bestaan van de Zwolse voetbalclub PEC. De club kwam uit in de Eerste Klasse Oost. Ook werd deelgenomen aan het toernooi om de KNVB beker.

## Wedstrijdstatistieken

### Eerste Klasse Oost
| Go Ahead                                                           | |               |                                                               |
|                                                                    | PEC                                                                                                   | 3 – 0 (2 – 0) | Go Ahead                                                      |
| 8 november 1936 Plaats: Zwolle Gemeentelijk Sportpark              | Jan van der Meulen 1' Huub Pallandt (pen) 17' Huub Pallandt 75'                                       | IJsselderby   |                                                               |
|                                                                    | Go Ahead                                                                                              | 3 – 0 (2 – 0) | PEC                                                           |
| 7 februari 1937 Plaats: Deventer De Adelaarshorst                  | Roelof de Vries 10' Herman Koopman 15' Roelof de Vries 81'                                            | IJsselderby   |                                                               |
| AVC Heracles                                                       | |               |                                                               |
|                                                                    | PEC                                                                                                   | 1 – 3 (0 – 2) | AVC Heracles                                                  |
| 24 januari 1937 Plaats: Zwolle Gemeentelijk Sportpark              | Lulof Heetjans                                                                                        |               | Freek Jaarsma Jan Getkate                                     |
|                                                                    | AVC Heracles                                                                                          | 1 – 1 (1 – 0) | PEC                                                           |
| 18 oktober 1936 plaats: Almelo Gemeentelijk Sportpark Bornsestraat | Frits Schipper 25'                                                                                    |               | Lulof Heetjans                                                |
| AGOVV                                                              | |               |                                                               |
|                                                                    | PEC                                                                                                   | 1 – 3 (0 – 3) | AGOVV                                                         |
| 29 november 1936 Plaats: Zwolle Gemeentelijk Sportpark             | Huub Pallandt (pen)                                                                                   |               | 10' van Zeist 14' Beekhuizen van Zeist                        |
|                                                                    | AGOVV                                                                                                 | 3 – 0 (2 – 0) | PEC                                                           |
| 21 februari 1937 Plaats: Apeldoorn Sportpark Berg & Bos            | Gabriël 10' Gabriël Bertus Buitenhuis 75'                                                             |               |                                                               |
| Sportclub Enschede                                                 | |               |                                                               |
|                                                                    | PEC                                                                                                   | 5 – 3 (4 – 1) | Sportclub Enschede                                            |
| 14 februari 1937 Plaats: Zwolle Gemeentelijk Sportpark             | Huub Pallandt (pen Harry Kliphuis Huub Pallandt Lulof Heetjans Jan van der Meulen 65'                 |               | 7' Wim ten Duis van Leeuwen                                   |
|                                                                    | Sportclub Enschede                                                                                    | 2 – 1 (1 – 0) | PEC                                                           |
| 22 november 1936 \| Plaats: Enschede G.J. van Heekpark             | de Ruiter 15' Wim ten Duis 67'                                                                        |               | 61' Lulof Heetjans                                            |
| HVV Tubantia                                                       | |               |                                                               |
|                                                                    | PEC                                                                                                   | 3 – 1 (1 – 0) | HVV Tubantia                                                  |
| 13 december 1936 Plaats: Zwolle Gemeentelijk Sportpark             | Huub Pallandt 20' Jan van der Meulen 60' Jan van der Meulen                                           |               | 75' Toon Visser                                               |
|                                                                    | HVV Tubantia                                                                                          | 2 – 1 (0 – 1) | PEC                                                           |
| 20 september 1936 Plaats: Hengelo Sportpark De Bijenkorf           | Geerdink 60' Geerdink 76'                                                                             |               | 45' Huub Pallandt                                             |
| WVV Wageningen                                                     | |               |                                                               |
|                                                                    | PEC                                                                                                   | 5 – 2 (3 – 2) | WVV Wageningen                                                |
| 27 september 1936 Plaats: Zwolle Gemeentelijk Sportpark            | Lulof Heetjans 10' Jan van der Meulen 15' Jan van der Meulen 25' Jan van der Meulen 55' Huub Pallandt |               | 38' Hulshof 41' Holleman                                      |
|                                                                    | WVV Wageningen                                                                                        | 4 – 3 (4 – 1) | PEC                                                           |
| 20 december 1936 \| Plaats: Wageningen Stadion de Wageningse Berg  | Hulshof (pen) 13' Holleman 26' Drost 28' Holleman 35'                                                 |               | 7' Lulof Heetjans 51' Lulof Heetjans 61' (pen) Lulof Heetjans |
| Z.A.C.                                                             | |               |                                                               |
|                                                                    | PEC                                                                                                   | 3 – 2 (2 – 2) | ZAC                                                           |
| 11 oktober 1936 Plaats: Zwolle Gemeentelijk Sportpark              | Lulof Heetjans 1' Lulof Heetjans 45' Jan van der Meulen 70'                                           |               | 2', 20' Wim de Groot                                          |
|                                                                    | ZAC                                                                                                   | 4 – 3 (1 – 2) | PEC                                                           |
| 17 januari 1937 Plaats: Zwolle Sportpark Veerallee                 | Arie Schuit 1' Arie Schuit (pen Jaap Freeve                                                           |               | Lulof Heetjans Jan van der Meulen                             |
| N.E.C.                                                             | |               |                                                               |
|                                                                    | PEC                                                                                                   | 1 – 3 (0 – 1) | N.E.C.                                                        |
| 13 september 1936 Plaats: Zwolle Gemeentelijk Sportpark            | Huub Pallandt 75'                                                                                     |               | 2' Piet ten Velde 55' van Eck Boekhoorn                       |
|                                                                    | N.E.C.                                                                                                | 1 – 5 (0 – 1) | PEC                                                           |
| 3 januari 1937 Plaats: Nijmegen Goffertstadion                     | van Schaik                                                                                            |               | 19' Lulof Heetjans Jan van der Meulen Harry Kliphuis          |
| Enschedese Boys                                                    | |               |                                                               |
|                                                                    | PEC                                                                                                   | 1 – 3 (0 – 0) | Enschedese Boys                                               |
| 10 januari 1937 Plaats: Zwolle Gemeentelijk Sportpark              | Jan Manni 62'                                                                                         |               | 60' Lunshof 75' (pen) Bennink Luiten                          |
|                                                                    | Enschedese Boys                                                                                       | 1 – 3 (1 – 0) | PEC                                                           |
| 4 oktober 1936 Plaats: Enschede Volkspark                          | Bennink 25'                                                                                           |               | 48' Frans Tausch 54' Harry Kliphuis 75' Huub Pallandt         |

### KNVB beker
| 1e ronde                                            | VV Wijhe                                          | 2 – 12 (1 – 7)                    | P.E.C.                                                   |
| 14 maart 1937 Plaats: Wijhe Sportpark VV Wijhe      | 5'                                                |                                   | 20' 30' Arie Giethoorn                                   |
| 2e ronde                                            | WAVV                                              | 1 – 1 (1 – 1)                     | P.E.C.                                                   |
| 29 maart 1937 Plaats: Wageningen Sportpark WAVV     | v.d.Kolk (pen)                                    | P.E.C. door als uitspelende ploeg | Jan van der Meulen                                       |
| 3e ronde                                            | Sportclub Enschede                                | 3 – 3 (2 – 2)                     | P.E.C.                                                   |
| 18 april 1937 Plaats: Enschede G.J. van Heekpark    | Wim ten Duis 10' Wim ten Duis Johan Gerritsen 85' | P.E.C. door als uitspelende ploeg | Lulof Heetjans Jan van der Meulen 70' Jan van der Meulen |
| 4e ronde                                            | Veendam                                           | 4 – 0 (0 – 0)                     | P.E.C.                                                   |
| 9 mei 1937 Plaats: Veendam Sportpark De Langeleegte | Timmer Schmitter Woltjer sr. Schmitter            |                                   |                                                          |

## Selectie

### Selectie 1936/37
| Nat.               | Naam                  | Competitie | Competitie | Beker   | Beker   | Totaal  | Totaal  | Seizoen | Vorige club   | Geboren    | Plaats    | Initialen |         |         |
| Nat.               | Naam                  | W          |            | W       |         | W       |         | Seizoen | Vorige club   | Geboren    | Plaats    | Initialen |         |         |
| Doelman            | Doelman               | Doelman    | Doelman    | Doelman | Doelman | Doelman | Doelman | Doelman | Doelman       | Doelman    | Doelman   | Doelman   | Doelman | Doelman |
| ------------------ | --------------------- | ---------- | ---------- | ------- | ------- | ------- | ------- | ------- | ------------- | ---------- | --------- | --------- | ------- | ------- |
| Vlag van Nederland | Jos de Bont           | –          | –          | –       | –       | –       | -       | 10e     | NOAD          | 25-03-1907 | Tilburg   | A.G.M.    |         |         |
| Veldspelers        |                       |            |            |         |         |         |         |         |               |            |           |           |         |         |
| Vlag van Nederland | Huub Pallandt         | –          | –          | –       | –       | –       | –       | 11e     | LONGA         |            |           |           |         |         |
| Vlag van Nederland | Frits Kruger          | –          | –          | –       | –       | –       | –       | –       | Onbekend      |            |           |           |         |         |
| Vlag van Nederland | Lulof Heetjans        | –          | –          | –       | –       | –       | –       | 7e      | eigen jeugd   | 27-03-1916 | Zwolle    | L.A.      |         |         |
| Vlag van Nederland | Jan van der Gronde    | –          | –          | –       | –       | –       | –       | 13e     | Zwolsche Boys |            |           |           |         |         |
| Vlag van Nederland | Harry Kliphuis        | –          | –          | –       | –       | –       | –       | 5e      | Onbekend      |            |           |           |         |         |
| Vlag van Nederland | Lourents van der Bend | –          | –          | –       | –       | –       | –       | 13e     | Zwolsche Boys | 14-04-1902 | Zwolle    | L.        |         |         |
| Vlag van Nederland | Frans Tausch          | –          | –          | –       | –       | –       | –       | 2e      | Wilhelmina    | 19-11-1915 | Schijndel | F.P.      |         |         |
| Vlag van Nederland | Barend de Groot       | –          | –          | –       | –       | –       | –       | –       | Onbekend      |            |           |           |         |         |
| Vlag van Nederland | Bas Doorneweert       | –          | –          | –       | –       | –       | –       | –       | Onbekend      |            |           |           |         |         |
| Vlag van Nederland | Jan van der Meulen    | –          | –          | –       | –       | –       | –       | –       | Onbekend      |            |           |           |         |         |
| Vlag van Nederland | Jan Manni             | –          | –          | –       | –       | –       | –       | 11e     | Onbekend      |            |           |           |         |         |
| Nat.               | Naam                  | W          |            | W       |         | W       |         | Seizoen | Vorige club   | Geboren    | Plaats    | Initialen |         |         |
| Nat.               | Naam                  | Competitie | Competitie | Beker   | Beker   | Totaal  | Totaal  | Seizoen | Vorige club   | Geboren    | Plaats    | Initialen |         |         |

## Statistieken PEC 1936/1937

### Eindstand PEC in de Nederlandse Eerste Klasse Oost 1936 / 1937
| Stand | Gespeeld | Gewonnen | Gelijk | Verloren | Punten | Doelpunten voor | Doelpunten tegen |
| ----- | -------- | -------- | ------ | -------- | ------ | --------------- | ---------------- |
| 7e    | 18       | 7        | 1      | 10       | 15     | 40              | 41               |

### Punten per tegenstander
|       | Go Ahead | AVC Heracles | AGOVV | Sportclub Enschede | HVV Tubantia | WVV Wageningen | Z.A.C. | N.E.C. | Enschedese Boys |
| ----- | -------- | ------------ | ----- | ------------------ | ------------ | -------------- | ------ | ------ | --------------- |
| Thuis | 2        | 0            | 0     | 2                  | 2            | 2              | 2      | 0      | 0               |
| Uit   | 0        | 1            | 0     | 0                  | 0            | 0              | 0      | 2      | 2               |

### Doelpunten per tegenstander
|       | Go Ahead | AVC Heracles | AGOVV | Sportclub Enschede | HVV Tubantia | WVV Wageningen | Z.A.C. | N.E.C. | Enschedese Boys | Totaal |
| ----- | -------- | ------------ | ----- | ------------------ | ------------ | -------------- | ------ | ------ | --------------- | ------ |
| Thuis | 3        | 1            | 1     | 5                  | 3            | 5              | 3      | 1      | 1               | 23     |
| Uit   | 0        | 1            | 0     | 1                  | 1            | 3              | 3      | 5      | 3               | 17     |
|       |          |              |       |                    |              |                |        |        |                 | 40     |